# Рудничний (Верхньокамський район)
Ру́дничний (рос. Рудничный) — селище міського типу у складі Верхньокамського району Кіровської області, Росія. Адміністративний центр Рудничного міського поселення.

## Населення
Населення становить 4381 особа (2017; 4458 у 2016, 4576 у 2015, 4661 у 2014, 4798 у 2013, 4925 у 2012, 5084 у 2010, 5108 у 2009, 5729 у 2002, 7746 у 1989, 6920 у 1979, 6088 у 1970, 5654 у 1959).

## Історія
Селище було засноване 1915 року, статус селища міського типу отримало 1938 року.